# Omgång 1 vid kvalspelet till världsmästerskapet i fotboll 2010 (CAF)
Denna sida innehåller sammanfattningar av Omgång 1 vid kvalspelet till världsmästerskapet i fotboll 2010.

## Format
Fem knockout-matcher var det som ursprungligen krävdes, där de tio lägst rankade afrikanska länder (baserat på Fifas ranking i juli 2007). Själva lottningen gjordes en dag innan det format som tillkännagavs av CAF. Landslagen som lottades mot varandra var:
- Madagaskar v  Komorerna
- Somalia v  Swaziland
- São Tomé och Príncipe v  Centralafrikanska republiken
- Sierra Leone v  Guinea-Bissau
- Seychellerna v  Djibouti

São Tomé och Príncipe och Centralafrikanska republiken drog sig i början av september ut ur kvalet. Som en följd av detta behövde inte Swaziland och Seychellerna (de högst rankade av de tio länder) längre spela i denna omgång och de lag som de ursprungligen skulle spela mot, Somalia och Djibouti, fick mötas istället. I mötet mellan Djibouti och Somalia spelades bara en match i Djibouti då Somalia inte ansågs lämpligt för Fifa-matcher; alla andra möten spelades i två matcher.
Vinnarna gick vidare till Omgång 2.

## Matcher
|             | 14 oktober 2007 | Madagaskar                                                              | 6 – 2   | Komorerna                  | Mahamasina Municipal Stadium, Antananarivo      |                                                 |
| 14:30 UTC+3 | 14:30 UTC+3     | Andriantsima 30′, 40′, 49′ (str.), 57′ Rakotomandimby 65′ Tsaralaza 79′ | Rapport | Midtadi 6′ Ibor 53′ (str.) | Publik: 7 754 Domare: Wellington Kaoma (Zambia) | Publik: 7 754 Domare: Wellington Kaoma (Zambia) |
| 14:30 UTC+3 | 14:30 UTC+3     |                                                                         |         |                            | Publik: 7 754 Domare: Wellington Kaoma (Zambia) | Publik: 7 754 Domare: Wellington Kaoma (Zambia) |
| 14:30 UTC+3 | 14:30 UTC+3     |                                                                         |         |                            | Publik: 7 754 Domare: Wellington Kaoma (Zambia) | Publik: 7 754 Domare: Wellington Kaoma (Zambia) |

|             | 17 november 2007 | Komorerna | 0 – 4   | Madagaskar                                            | Stade Said Mohamed Cheikh, Moroni              |                                                |
| 15:00 UTC+3 | 15:00 UTC+3      |           | Rapport | Nomenjanaharay 38′, 52′ Rakotomandimby 62′ Robson 74′ | Publik: 1 610 Domare: Jerome Damon (Sydafrika) | Publik: 1 610 Domare: Jerome Damon (Sydafrika) |
| 15:00 UTC+3 | 15:00 UTC+3      |           |         |                                                       | Publik: 1 610 Domare: Jerome Damon (Sydafrika) | Publik: 1 610 Domare: Jerome Damon (Sydafrika) |
| 15:00 UTC+3 | 15:00 UTC+3      |           |         |                                                       | Publik: 1 610 Domare: Jerome Damon (Sydafrika) | Publik: 1 610 Domare: Jerome Damon (Sydafrika) |

Madagaskar vann med sammanlagt 10 – 2 och gick vidare till Omgång 2.
|             | 16 november 2007 | Djibouti      | 1 – 0   | Somalia | El Hadj Hassan Gouled, Djibouti                    |                                                    |
| 16:00 UTC+3 | 16:00 UTC+3      | H. Yassin 84′ | Rapport |         | Publik: 10 000 Domare: Khalid Abdel Rahman (Sudan) | Publik: 10 000 Domare: Khalid Abdel Rahman (Sudan) |
| 16:00 UTC+3 | 16:00 UTC+3      |               |         |         | Publik: 10 000 Domare: Khalid Abdel Rahman (Sudan) | Publik: 10 000 Domare: Khalid Abdel Rahman (Sudan) |
| 16:00 UTC+3 | 16:00 UTC+3      |               |         |         | Publik: 10 000 Domare: Khalid Abdel Rahman (Sudan) | Publik: 10 000 Domare: Khalid Abdel Rahman (Sudan) |

Djibouti gick vidare till Omgång 2. I detta möte spelades endast en match i Djibouti då Somalia inte ansågs lämpligt för Fifa-matcher.
|             | 17 oktober 2007 | Sierra Leone | 1 – 0   | Guinea-Bissau | National Stadium, Freetown                 |                                            |
| 16:30 UTC+0 | 16:30 UTC+0     | Conteh 15′   | Rapport |               | Publik: 25 000 Domare: Sule Mana (Nigeria) | Publik: 25 000 Domare: Sule Mana (Nigeria) |
| 16:30 UTC+0 | 16:30 UTC+0     |              |         |               | Publik: 25 000 Domare: Sule Mana (Nigeria) | Publik: 25 000 Domare: Sule Mana (Nigeria) |
| 16:30 UTC+0 | 16:30 UTC+0     |              |         |               | Publik: 25 000 Domare: Sule Mana (Nigeria) | Publik: 25 000 Domare: Sule Mana (Nigeria) |

|             | 17 november 2007 | Guinea-Bissau | 0 – 0   | Sierra Leone | Estádio 24 de Setembro, Bissau                |                                               |
| 16:30 UTC+0 | 16:30 UTC+0      |               | Rapport |              | Publik: 12 000 Domare: Josepf Odartei (Ghana) | Publik: 12 000 Domare: Josepf Odartei (Ghana) |
| 16:30 UTC+0 | 16:30 UTC+0      |               |         |              | Publik: 12 000 Domare: Josepf Odartei (Ghana) | Publik: 12 000 Domare: Josepf Odartei (Ghana) |
| 16:30 UTC+0 | 16:30 UTC+0      |               |         |              | Publik: 12 000 Domare: Josepf Odartei (Ghana) | Publik: 12 000 Domare: Josepf Odartei (Ghana) |

Sierra Leone vann med sammanlagt 1 – 0 och gick vidare till Omgång 2.

## Målskyttar
Det gjordes 14 mål på 5 matcher, ett snitt på 2,80 mål per match.
4 mål
- Faneva Imà Andriantsima

2 mål
| - Lalaina Nomenjanahary | - Rija Rakotomandimby |  |

1 mål
| - Bakar Ibor - Daoud Midtadi | - Hussein Yassin - Hubert Robson | - Jean Tsaralaza - Kewullay Conteh |